# Launchtitel
Als Launchtitel oder Starttitel bezeichnet man Computerspiele, die gleichzeitig mit einer neuen Spielkonsole auf den Markt kommen. Nicht selten sind diese Spiele zu einem großen Teil für den Erfolg oder Misserfolg der jeweiligen Konsole verantwortlich.
Meist befinden sich unter diesen Titeln Fortsetzungen von Spielen, die bereits einen großen Bekanntheits- und Beliebtheitsgrad aufweisen können, und alleine dadurch schon viel Aufmerksamkeit auf sich und die neue Konsole ziehen (PlayStation 2: Tekken Tag Tournament als Fortsetzung der Tekken-Serie für die PlayStation; Nintendo Wii: The Legend of Zelda: Twilight Princess als Fortsetzung der Zelda-Reihe; PlayStation Portable: Wipeout Pure als Fortsetzung der Wipeout-Serie).
Unter ihnen gibt es auch neue Marken, wie z. B. Halo: Kampf um die Zukunft von Bungie Studios, das zu den kommerziell erfolgreichsten Computerspielen gehört und maßgeblich zum Erfolg der Xbox beitrug.

## Liste von Launchtitel nach Plattform (Auswahl)

### Nintendo 3DS
| Titel                                    | Publisher             |
| ---------------------------------------- | --------------------- |
| Die Sims 3                               | Electronic Arts       |
| Pilotwings Resort                        | Nintendo              |
| Nintendogs+Cats (verschiedene Versionen) | Nintendo              |
| Super Street Fighter IV: 3D Edition      | Capcom                |
| Pro Evolution Soccer 2011 3D             | Konami                |
| Lego Star Wars III: The Clone Wars       | Activision            |
| Ridge Racer 3D                           | Namco Bandai Partners |
| Super Monkey Ball 3D                     | Sega                  |
| Samurai Warriors: Chronicles             | Tecmo                 |
| Asphalt 3D                               | Ubisoft               |
| Tom Clancy’s Ghost Recon: Shadow Wars    | Ubisoft               |
| Tom Clancy’s Splinter Cell 3D            | Ubisoft               |
| Rayman 3D                                | Ubisoft               |

### Nintendo Switch
| Titel                                              | Publisher          | Genre                       | als Modul | als Download |
| -------------------------------------------------- | ------------------ | --------------------------- | --------- | ------------ |
| 1-2-Switch                                         | Nintendo           | Partyspiel                  | ja        | ja           |
| Fast RMX                                           | Shin’en Multimedia | Rennspiel                   | nein      | ja           |
| I am Setsuna                                       | Square Enix        | Rollenspiel                 | nein      | ja           |
| Just Dance 2017                                    | Ubisoft            | Musikspiel                  | ja        | ja           |
| New Frontier Days: Founding Pioneers               | Arc System Works   | Aufbauspiel                 | nein      | ja           |
| Othello                                            | Arc System Works   | Brettspiel                  | nein      | ja           |
| Shovel Knight: Specter of Torment                  | Yacht Club Games   | Jump ’n’ Run                | nein      | ja           |
| Shovel Knight: Treasure Trove                      | Yacht Club Games   | Jump ’n’ Run                | nein      | ja           |
| Skylanders: Imaginators                            | Activision         | Actionspiel                 | ja        | nein         |
| Snipperclips: Zusammen schneidet man am besten ab! | Nintendo           | Puzzle                      | ja        | ja           |
| Super Bomberman R                                  | Konami             | Geschicklichkeitsspiel Maze | ja        | ja           |
| The Legend of Zelda: Breath of the Wild            | Nintendo           | Action-Adventure            | ja        | ja           |
| Voez                                               | Flyhigh Works      | Musik/Rhythmus              | nein      | ja           |
| Vroom in the Night Sky                             | Poisoft            | Rennspiel                   | nein      | ja           |

### Nintendo Switch 2
| Titel                                                                 | Publisher           |
| --------------------------------------------------------------------- | ------------------- |
| Arcade Archives 2: Ridge Racer                                        | Hamster Corporation |
| Bravely Default Flying Fairy: HD Remaster                             | Square Enix         |
| Cyberpunk 2077: Ultimate Edition                                      | CD Projekt          |
| Deltarune                                                             | Toby Fox            |
| Fantasy Life i                                                        | Level-5             |
| Fast Fusion                                                           | Shi´nen             |
| Fortnite                                                              | Epic Games          |
| Hitman: World of Assassination                                        | IO Interactive      |
| Hogwarts Legacy                                                       | Warner Bros.        |
| Kunitsu-Gami: Path of the Godness                                     | Capcom              |
| Mario Kart World                                                      | Nintendo            |
| Nintendo Switch 2 Welcome Tour                                        | Nintendo            |
| Nobunaga’s Ambition: Awakening Complete Edition                       | Koei Temco          |
| No Man’s Sky                                                          | Hello Games         |
| Puyo Puyo Tetris 2                                                    | Sega                |
| Rune Factory: Guardians of Azuma                                      | Marvelous           |
| Sid Meier’s Civilization 7                                            | Take 2 Interactive  |
| Sonic X Shadow Generations                                            | Sega                |
| Street Fighter 6                                                      | Capcom              |
| Split Fiction                                                         | Electronic Arts     |
| Suikoden I & II HD Remaster                                           | Konami              |
| Survival Kids                                                         | Konami              |
| The Legend of Zelda: Breath of The Wild - Nintendo Switch 2 Edition   | Nintendo            |
| The Legend of Zelda: Tears of the Kingdom - Nintendo Switch 2 Edition | Nintendo            |
| Yazuka 0: Director’s Cut                                              | Sega                |

### PlayStation 3
- Call of Duty 3
- Blazing Angels: Squadrons of WW2
- Def Jam: Icon
- Enchanted Arms
- Fight Night Round 3
- Formula One Championship Edition
- Full Auto 2: Battlelines
- Genji: Days of the Blade
- Marvel: Ultimate Alliance
- Mobile Suit Gundam: Target in Sight
- MotorStorm
- NBA Street Homecourt
- NHL 2K7
- Tiger Woods PGA Tour 07
- Need for Speed: Carbon
- Resistance: Fall of Man
- Ridge Racer 7
- Sonic the Hedgehog
- Tom Clancy’s Splinter Cell: Double Agent
- Tony Hawk’s Project 8
- The Godfather: The Don's Edition
- Untold Legends: Dark Kingdom
- Virtua Tennis 3
- Virtua Fighter 5
- World Snooker Championship 2007

### PlayStation Vita
| Titel                                                 | JPN                                   | USA                                   | DE                                    |
| ----------------------------------------------------- | ------------------------------------- | ------------------------------------- | ------------------------------------- |
| @field                                                | Grünes Häkchensymbol für ja           | Rotes X oder Kreuzchensymbol für nein | Rotes X oder Kreuzchensymbol für nein |
| Army Corps of Hell                                    | Grünes Häkchensymbol für ja           | Grünes Häkchensymbol für ja           | Grünes Häkchensymbol für ja           |
| Asphalt Injection                                     | Rotes X oder Kreuzchensymbol für nein | Grünes Häkchensymbol für ja           | Grünes Häkchensymbol für ja           |
| Ben 10: Galactic Racing                               | Rotes X oder Kreuzchensymbol für nein | Grünes Häkchensymbol für ja           | Rotes X oder Kreuzchensymbol für nein |
| BlazBlue: Continuum Shift Extend                      | Grünes Häkchensymbol für ja           | Grünes Häkchensymbol für ja           | Grünes Häkchensymbol für ja           |
| Disgaea 3 Return                                      | Grünes Häkchensymbol für ja           | Rotes X oder Kreuzchensymbol für nein | Rotes X oder Kreuzchensymbol für nein |
| Dream C Club Zero Portable                            | Grünes Häkchensymbol für ja           | Rotes X oder Kreuzchensymbol für nein | Rotes X oder Kreuzchensymbol für nein |
| Dungeon Hunter: Alliance / Dark Quest                 | Grünes Häkchensymbol für ja           | Grünes Häkchensymbol für ja           | Grünes Häkchensymbol für ja           |
| Dynasty Warriors Next                                 | Grünes Häkchensymbol für ja           | Grünes Häkchensymbol für ja           | Rotes X oder Kreuzchensymbol für nein |
| Everybody’s Golf / Hot Shots Golf: World Invitational | Grünes Häkchensymbol für ja           | Grünes Häkchensymbol für ja           | Grünes Häkchensymbol für ja           |
| Escape Plan (Download)                                | Rotes X oder Kreuzchensymbol für nein | Grünes Häkchensymbol für ja           | Grünes Häkchensymbol für ja           |
| F1 2011                                               | Grünes Häkchensymbol für ja           | Grünes Häkchensymbol für ja           | Grünes Häkchensymbol für ja           |
| FIFA Soccer / FIFA Football                           | Rotes X oder Kreuzchensymbol für nein | Grünes Häkchensymbol für ja           | Grünes Häkchensymbol für ja           |
| Fis Oh                                                | Grünes Häkchensymbol für ja           | Rotes X oder Kreuzchensymbol für nein | Rotes X oder Kreuzchensymbol für nein |
| Gravity Rush                                          | Rotes X oder Kreuzchensymbol für nein | Rotes X oder Kreuzchensymbol für nein | Grünes Häkchensymbol für ja           |
| Hustle Kings (Download)                               | Rotes X oder Kreuzchensymbol für nein | Grünes Häkchensymbol für ja           | Grünes Häkchensymbol für ja           |
| Little Deviants                                       | Grünes Häkchensymbol für ja           | Grünes Häkchensymbol für ja           | Grünes Häkchensymbol für ja           |
| Lord of Apocalypse                                    | Grünes Häkchensymbol für ja           | Rotes X oder Kreuzchensymbol für nein | Rotes X oder Kreuzchensymbol für nein |
| Lumines: Electronic Symphony                          | Rotes X oder Kreuzchensymbol für nein | Grünes Häkchensymbol für ja           | Grünes Häkchensymbol für ja           |
| Michael Jackson: The Experience HD                    | Grünes Häkchensymbol für ja           | Grünes Häkchensymbol für ja           | Grünes Häkchensymbol für ja           |
| ModNation Racers: Road Trip                           | Rotes X oder Kreuzchensymbol für nein | Grünes Häkchensymbol für ja           | Grünes Häkchensymbol für ja           |
| Monster Radar                                         | Grünes Häkchensymbol für ja           | Rotes X oder Kreuzchensymbol für nein | Rotes X oder Kreuzchensymbol für nein |
| MotorStorm RC                                         | Rotes X oder Kreuzchensymbol für nein | Rotes X oder Kreuzchensymbol für nein | Grünes Häkchensymbol für ja           |
| Plants vs. Zombies (Download)                         | Rotes X oder Kreuzchensymbol für nein | Grünes Häkchensymbol für ja           | Rotes X oder Kreuzchensymbol für nein |
| Rayman Origins                                        | Rotes X oder Kreuzchensymbol für nein | Grünes Häkchensymbol für ja           | Grünes Häkchensymbol für ja           |
| Reality Fighters                                      | Rotes X oder Kreuzchensymbol für nein | Rotes X oder Kreuzchensymbol für nein | Grünes Häkchensymbol für ja           |
| Ridge Racer                                           | Grünes Häkchensymbol für ja           | Rotes X oder Kreuzchensymbol für nein | Grünes Häkchensymbol für ja           |
| Shinobido 2: Revenge of Zen                           | Grünes Häkchensymbol für ja           | Grünes Häkchensymbol für ja           | Rotes X oder Kreuzchensymbol für nein |
| Super Stardust Delta (Download)                       | Rotes X oder Kreuzchensymbol für nein | Grünes Häkchensymbol für ja           | Grünes Häkchensymbol für ja           |
| Tales from Space: Mutant Blobs Attack (Download)      | Rotes X oder Kreuzchensymbol für nein | Grünes Häkchensymbol für ja           | Rotes X oder Kreuzchensymbol für nein |
| Top Darts                                             | Rotes X oder Kreuzchensymbol für nein | Rotes X oder Kreuzchensymbol für nein | Grünes Häkchensymbol für ja           |
| Touch My Katamari                                     | Grünes Häkchensymbol für ja           | Grünes Häkchensymbol für ja           | Grünes Häkchensymbol für ja           |
| Ultimate Marvel Vs. Capcom 3                          | Grünes Häkchensymbol für ja           | Grünes Häkchensymbol für ja           | Rotes X oder Kreuzchensymbol für nein |
| Uncharted: Golden Abyss                               | Grünes Häkchensymbol für ja           | Grünes Häkchensymbol für ja           | Grünes Häkchensymbol für ja           |
| Unit 13                                               | Rotes X oder Kreuzchensymbol für nein | Rotes X oder Kreuzchensymbol für nein | Grünes Häkchensymbol für ja           |
| Virtua Tennis 4: World Tour Edition                   | Grünes Häkchensymbol für ja           | Grünes Häkchensymbol für ja           | Grünes Häkchensymbol für ja           |
| Wipeout 2048                                          | Rotes X oder Kreuzchensymbol für nein | Grünes Häkchensymbol für ja           | Grünes Häkchensymbol für ja           |
| Yūsha no Kiroku                                       | Grünes Häkchensymbol für ja           | Rotes X oder Kreuzchensymbol für nein | Rotes X oder Kreuzchensymbol für nein |

### PlayStation 4
- Angry Birds: Star Wars[20]
- Assassin’s Creed IV: Black Flag
- Battlefield 4
- Call of Duty: Ghosts
- Driveclub
- FIFA 14
- Injustice: Götter unter uns[21]
- Just Dance 2014
- Killzone: Shadow Fall
- Knack
- Lego Marvel Super Heroes
- Madden NFL 25
- NBA 2K14
- NBA Live 14
- Need for Speed: Rivals
- Skylanders: Swap Force
- Watch Dogs

### PlayStation 5
- Assassin’s Creed Valhalla
- Astro’s Playroom (vorinstalliert)
- Bugsnax
- Call of Duty: Black Ops Cold War
- Call of Duty: Warzone
- Dauntless
- Dead by Daylight
- Demon’s Souls (Remake)
- Destiny 2: Jenseits des Lichts
- Devil May Cry 5: Special Edition
- Dirt 5
- FIFA 21
- Fortnite
- Godfall
- Hyper Scape
- NBA 2K21
- Madden NFL 21
- Maneater
- Observer: System Redux
- Overcooked
- Sackboy: A Big Adventure
- Spider-Man: Miles Morales
- The Pathless
- Warhammer: Chaosbane (Slayer Edition)
- Watch Dogs: Legion

### Wii U
| Titel                                                    | Entwickler             | Publisher                              | Altersfreigabe |
| -------------------------------------------------------- | ---------------------- | -------------------------------------- | -------------- |
| Assassin’s Creed III                                     | Ubisoft Montreal       | Ubisoft                                | USK ab 16      |
| Batman: Arkham City – Armored Edition                    | Rocksteady Studios     | Warner Bros. Interactive Entertainment | USK ab 16      |
| Ben 10 - Omnivers                                        | Vicious Cycle Software | Namco Bandai Games                     | USK ab 12      |
| Call of Duty: Black Ops II                               | Treyarch               | Activision                             | USK ab 18      |
| Darksiders 2                                             | Vigil Games            | THQ                                    | USK ab 16      |
| Family Party 30 Great Games: Obstacle Arcade             | Torus Games            | Namco Bandai Games                     | USK ab 6       |
| FIFA 13                                                  | EA Canada              | EA Sports                              | USK ab 0       |
| Funky Barn                                               | 505 Games              | Ubisoft                                | USK ab 0       |
| Game Party Champions                                     | Warner Bros.           | Warner Bros. Interactive Entertainment | USK ab 0       |
| Just Dance 4                                             | Ubisoft                | Ubisoft                                | USK ab 0       |
| Marvel Avengers: Kampf um die Erde                       | Ubisoft Quebec         | Ubisoft                                | USK ab 12      |
| Mass Effect 3: Special Edition                           | Straight Right         | Electronic Arts                        | USK ab 16      |
| New Super Mario Bros. U                                  | Nintendo EAD           | Nintendo                               | USK ab 6       |
| Nintendo Land                                            | Nintendo               | Nintendo                               | USK ab 6       |
| Rabbids Land                                             | Ubisoft                | Ubisoft                                | USK ab 0       |
| Skylanders: Giants                                       | Toys for Bob           | Activision                             | USK ab 6       |
| Sonic and All-Stars Racing Transformed - Special Edition | Sumo Digital           | Sega                                   | USK ab 6       |
| Sports Connection                                        | Ubisoft                | Ubisoft                                | USK ab 0       |
| Tank! Tank! Tank!                                        | Namco Bandai Games     | Namco Bandai Games                     | USK ab 12      |
| Tekken Tag Tournament 2: Wii U Edition                   | Namco Bandai Games     | Namco Bandai Games                     | USK ab 16      |
| Transformers: Prime                                      | Nowpro                 | Activision                             | USK ab 12      |
| Warriors Orochi 3 Hyper                                  | Omega Force            | Tecmo Koei                             | USK ab 12      |
| Your Shape Fitness Evolved 2013                          | Ubisoft                | Ubisoft                                | USK ab 0       |
| ZombiU                                                   | Ubisoft Montpellier    | Ubisoft                                | USK ab 18      |

### Xbox 360
- Amped 3
- Call of Duty 2
- Condemned
- FIFA 06
- Kameo: Elements of Power
- Need for Speed Most Wanted
- Perfect Dark Zero
- Peter Jackson’s King Kong
- Project Gotham Racing 3
- Quake 4
- Tony Hawk’s American Wasteland
- NBA Live 06
- Madden NFL 06
- Tiger Woods PGA Tour 06
- GUN

### Xbox One
- Assassin’s Creed IV: Black Flag
- Battlefield 4
- Call of Duty: Ghosts
- Crimson Dragon
- Dead Rising 3
- FIFA 14
- Fighter Within
- Forza Motorsport 5
- Just Dance 2014
- Killer Instinct
- Lego Marvel Super Heroes
- Lococycle
- Madden NFL 25
- NBA 2K14
- NBA Live 14
- Need for Speed: Rivals
- Powerstar Golf
- Ryse: Son of Rome
- Skylanders: Swap Force
- Zoo Tycoon
- Zumba Fitness: World Party

### Xbox Series
- Apex Legends
- Assassin’s Creed Valhalla
- Borderlands 3
- Bright Memory 1.0
- Cuisine Royale
- Dead by Daylight
- Destiny 2
- Devil May Cry 5 Special Edition
- Dirt 5
- Enlisted
- Evergate
- Fortnite
- Forza Horizon 4
- Gears 5
- Gears Tactics
- Grounded
- King Oddball
- Madden NFL 21
- Maneater
- Manifold Garden
- Marvel’s Avengers
- NBA 2K21
- No Man’s Sky
- Observer: System Redux
- Ori and the Will of the Wisps
- Planet Coaster: Console Edition
- Sea of Thieves
- Star Wars: Squadrons
- Tell Me Why
- The Falconeer
- The Touryst
- Tetris Effect: Connected
- War Thunder
- Warhammer Chaosbane: Slayer Edition
- Watch Dogs Legion
- WRC 9 FIA World Rally
- Championship
- Yakuza: Like a Dragon
- Yes, Your Grace